# 寄奴花
寄奴花（学名：Eremosyne pectinata）又名柔毛小花草、旱生草或漠茸草，是寄奴花属的唯一已知物种，属于南鼠刺目南鼠刺科，曾被归类为单型的寄奴花科（Eremosynaceae），只生长在澳大利亚的西南部，是当地的特有种。

## 形态
本种是一年生草本，单叶丛生，有毛和腺点，稍肉质；花小，花瓣5；果实为蒴果。

## 分类
1981年的克朗奎斯特分类法将其列在虎耳草科中，属于蔷薇目，1998年根据基因亲缘关系分类的APG 分类法认为应该单独分出一个科，但无法分在任何目中，直接放到II类真菊分支之下， 2003年经过修订的APG II 分类法维持原分类，但2006年12月7日新修订的结果是合并到南鼠刺科中。